# Primulina lutea
Primulina lutea là một loài thực vật có hoa trong họ Tai voi (Gesneriaceae). Loài này có ở Quảng Tây (Trung Quốc); được Yan Liu & Y.G.Wei mô tả khoa học đầu tiên năm 2004 dưới danh pháp Chirita lutea. Năm 2011, Mich.Möller & A.Weber chuyển nó sang chi Primulina.